# Höhe über dem Meeresspiegel
Höhe über dem Meeresspiegel (auch See- oder Meereshöhe) bezeichnet den lotrechten Abstand eines bestimmten Punktes in Bezug auf ein festgelegtes Meeresniveau. Als Nullniveau dieser geodätischen Höhenangaben wird dabei ein mittlerer Meeresspiegel angegeben, der aus lokalen Messungen von Küstenpegelstationen ermittelt sein kann oder per Definition festgelegt wird. Nach Angabe eines Nullpunktes sind Höhenangaben im Prinzip vom tatsächlichen Meeresspiegel unabhängig. Je nach Land werden meist unterschiedliche Höhendefinitionen verwendet. In Deutschland ist derzeit eine Version des Normalhöhennull die amtliche Bezugshöhe.

## Geschichte: Meeresspiegel als Höhenbezug

Amtliche Höhensysteme in Europa mit ihren Küstenpegeln

Bezugsflächen können mit Hilfe der Geodäsie genau definiert sein. Je nach Land oder Anwendung werden unterschiedliche Berechnungsmethoden (Höhendefinitionen) und unterschiedliche Bezugshöhen verwendet. Einige Systeme haben nur regionale Bedeutung (z. B. das Helgoland Null) oder beziehen sich wie das Wiener Null auf von Flusspegeln abgeleitete Höhendefinitionen. Im 18. und 19. Jahrhundert wurde die Verwendung einer festgelegten Höhendefinition meist auf das gesamte jeweilige Staatsgebiet ausgedehnt.
Für Bezugshöhen der Landesvermessungen wurde oft der definierte Mittelwert eines Küstenpegels oder ein Datumspunkt im Landesinneren als Referenz für einen Nullpunkt herangezogen. Von hier aus werden die über das gesamte Land verteilten amtlichen Höhenfestpunkte (HFP) netzartig mit einem Nivellement verbunden und so höhenmäßig bestimmt. Wichtige Beispiele für solche Höhendefinitionen in Europa sind die seit 1684 festgelegte Höhe des Amsterdamer Pegels, der Kronstädter Pegel (Mittelwert der Jahre 1825 bis 1839), die beiden Höhendefinitionen am Molo Sartorio aus den Jahren 1875 und 1900 oder der Pegel Marseille (Mittelwert der Jahre 1884 bis 1896). Mit Festlegung des Nullpunktes des Höhenbezugssystems wurde die Höhenangabe von Wasserspiegelschwankungen des ursprünglichen Pegels unabhängig. An die Abhängigkeit von einem Wasserstand erinnert nur noch das Wort Pegel im Namen. Beispiele für Referenzpunkte im Landesinneren sind der ehemalige deutsche Normalhöhenpunkt 1879 in Berlin oder der Repère Pierre du Niton (an einem Felsen im Hafen von Genf) in der Schweiz.
Es wird versucht, Höhendefinitionen international zu vereinheitlichen, in Europa beispielsweise im Europäischen Höhenreferenzsystem und dem United European Levelling Net (UELN). Seit 2015 befindet sich das International Height Reference System (IHRS) als weltweit gültiges Höhen-Bezugssystem im Aufbau.

## Amtliche Höhensysteme ausgewählter Länder
Die Unterschiede Δ zwischen den Höhensystemen betragen in der Regel wenige Zentimeter bis einige Dezimeter, können in Extremfällen auch Meter annehmen.
Eine Umrechnung zwischen den verschiedenen Systemen mit einem konstanten Wert ist nur sehr ungenau (> 1 dm) möglich, da der Korrekturwert auch von der Lage im Höhennetz und bei abweichender Höhendefinition auch von der Höhe abhängt. Letzteres wirkt sich besonders im Hochgebirge aus.
| Land                                                                                               | Bezeichnung | Δ 1) zu DHHN2016 | Höhendefinition | Pegelort                                                              | Datumspunkt |
| -------------------------------------------------------------------------------------------------- | --- | ---------------- | --- | --------------------------------------------------------------------- | --- |
| Belarus                                                                                            | Baltic 1977 | +13 cm           | Normalhöhe | Kronstadt                                                             | Lomonossow (zu St. Petersburg), aus gemeinsamer Auswertung der Höhennetze Osteuropas 1977                                        |
| Belgien (DNG/TAW)                                                                                  | meter boven Oostends Peil (m O.P.) (Meter über Pegel Ostende)                                                             | −233 cm          | nivellierte Höhe ohne Berücksichtigung des Erdschwerefeldes, der Pegel Ostende bezieht sich im Gegensatz zu anderen Pegeln nicht auf den mittleren, sondern auf den niedrigsten Wasserstand | Ostende                                                               | Ukkel, Festpunkt GIKMN mit 100,174 m TAW                                                                                         |
| Bulgarien                                                                                          | BGS2005 | −2 cm            | Normalhöhen | Amsterdam                                                             | 58 über Bulgarien verteilte Punkte im EVRF2007                                                                                   |
| Dänemark                                                                                           | meter over havets overflade (m.o.h.)                                                                                      | −1 cm            | orthometrische Höhe | 10 dänische Pegel                                                     | Dansk Vertikal Reference (DVR90) bezogen auf den Dom zu Aarhus.                                                                  |
| Deutschland (Ur-Nivellement)                                                                       | Meter über Normalnull (NN)                                                                                                | bis zu −59 cm    | normal-orthometrische Höhe | Amsterdam                                                             | Normalhöhenpunkt 1879 mit 37 m ü. NN. Ab 1912 Normalhöhenpunkt 1912.                                                             |
| Deutschland (DHHN2016)                                                                             | Meter über Normalhöhennull (NHN) im DHHN2016                                                                              | ±0 cm            | Normalhöhe | Amsterdam                                                             | 72 über Deutschland verteilte Punkte mit ihrer Höhe im DHHN92                                                                    |
| Estland                                                                                            | EH2000 | −1 cm            | Normalhöhe | Amsterdam                                                             | Punkt bei Põltsamaa |
| Finnland                                                                                           | N2000 | −1 cm            | Normalhöhe | Amsterdam                                                             | Metsähovi, abgeleitet von gemeinsamer Auswertung der Messungen rund um die Ostsee („Baltischer Ring“) mit Anschluss an Amsterdam |
| Frankreich (NGF-IGN69) - Korsika (NGF-IGN78) - Überseegebiete                                      | mètres au-dessus du niveau de la mer (m) (Meter über dem Meeresspiegel)                                                   | −56 cm           | Normalhöhe | Marseille - Ajaccio                                                   | Marseille - Ajaccio - Verschiedene                                                                                               |
| Griechenland                                                                                       | Hellenic Vertical Datum 1985 (HVD85), National Triangulation Network (NTN)                                                |                  | orthometrische Höhe | Piräus                                                                | Piräus |
| Irland                                                                                             | metres above sea level (m ASL / m a.s.l.)                                                                                 |                  | orthometrische Höhe | Malin Head                                                            | Malin Head |
| Italien (Genua 1942)                                                                               | metri sul livello del mare (m s.l.m.) (Meter über dem Meeresspiegel)                                                      | −30 cm           | nivellierte Höhe ohne Berücksichtigung des Erdschwerefeldes | Genua                                                                 | Genua |
| Japan                                                                                              | Tōkyō-wan heikin kaimen (東京湾平均海面) (mittlerer Meeresspiegel [= Mittelwasser] der Bucht von Tokio) Tokyo Peil (T.P.) |                  | orthometrische Höhe | Chiyoda, Tokio                                                        | Nihon suijun genten (日本水準原点), 24,4140 m 2)                                                                                 |
| Nachfolgestaaten Jugoslawiens: Bosnien-Herzegowina, Montenegro, Serbien                            | Nadmorska visina (m/nv, ~Meter über Adria)                                                                                | −35 cm           | normal-orthometrische Höhe | Triest                                                                | Triest 1900 |
| Kroatien                                                                                           | Kroatisches Höhenreferenzsystem 1971,5 – HVRS71 (Meter über Adria)                                                        | −35 cm           | normal-orthometrische Höhe | 5 verschiedene Adriapegel (Dubrovnik, Split, Bakar, Rovinj und Koper) | Dubrovnik, Split, Bakar, Rovinj, Koper                                                                                           |
| Lettland                                                                                           | LAS 2000,5 | −1 cm            | Normalhöhe | Amsterdam                                                             | 16 Punkte in Lettland mit ihrer Höhe im EVRF2007                                                                                 |
| Liechtenstein (LN02)                                                                               | Meter über Meer (m ü. M.)                                                                                                 | −28 cm           | nivellierte Höhe ohne Berücksichtigung des Erdschwerefeldes | Marseille                                                             | Repère Pierre du Niton |
| Litauen                                                                                            | LAS07 | −1 cm            | Normalhöhe | Amsterdam                                                             | 10 Punkte in Litauen mit ihrer Höhe aus dem EVRF2007                                                                             |
| Nordmazedonien                                                                                     | NTV1 | −57 cm           | normal-orthometrische Höhe | Triest                                                                | Triest 1875 |
| Luxemburg                                                                                          | NG95 | +1 cm            | orthometrische Höhe | Amsterdam                                                             | Amsterdam |
| Niederlande (NAP)                                                                                  | meter boven/onder NAP (m NAP) (Meter über/unter NAP)                                                                      | ±0 cm            | nivellierte Höhe ohne Berücksichtigung des Erdschwerefeldes | Amsterdam                                                             | Amsterdam |
| Nordirland                                                                                         | |                  | | Belfast                                                               | |
| Norwegen (NN2000)                                                                                  | meter over havet (moh.) (Meter über dem Meer)                                                                             | −3 cm            | Normalhöhe | Amsterdam                                                             | gemeinsame Auswertungen der Messungen rund um die Ostsee („Baltischer Ring“) mit Anschluss an Amsterdam                          |
| Österreich (GHA)                                                                                   | Meter über Adria (m ü. Adria)                                                                                             | −33 cm           | normal-orthometrische Höhe | Triest                                                                | Triest 1875 mit Haupthöhenpunkt Hutbigl                                                                                          |
| Polen (Kronstadt 1986)                                                                             | metry nad poziomem morza (m n.p.m.)                                                                                       | +16 cm           | Normalhöhe | Kronstadt                                                             | Rathaus in Toruń |
| Portugal (RNGAP)                                                                                   | Nível Médio das Águas do Mar (m NMM)                                                                                      | −29 cm           | orthometrische Höhe | Cascais                                                               | Cascais |
| Rumänien                                                                                           | m | +3 cm            | Normalhöhe | Constanța                                                             | Constanța |
| Russland (Baltic 1977) russisch Балтийская система высот, (БСВ77)                                  | wyssota (metry) nad urownem morja (высота (метры) над уровнем моря) (Höhe (Meter) über dem Meeresspiegel)                 | +11 cm           | Normalhöhe | Kronstadt                                                             | Lomonossow (zu St. Petersburg)                                                                                                   |
| Schweden (RH2000)                                                                                  | Meter över havet (m ö.h.) (Meter über dem Meer)                                                                           | −2 cm            | Normalhöhe | Amsterdam                                                             | gemeinsame Auswertung der Messungen rund um die Ostsee („Baltischer Ring“) mit Anschluss an Amsterdam                            |
| Schweiz (LN02)                                                                                     | Meter über Meer (m ü. M.)                                                                                                 | −24 cm           | nivellierte Höhe ohne Berücksichtigung des Erdschwerefeldes | Marseille                                                             | Repère Pierre du Niton |
| Slowakei (Bpv1957)                                                                                 | metrov nad morom (m n.m.) (Meter über Meer)                                                                               | +13 cm           | Normalhöhe | Kronstadt                                                             | Lomonossow (zu St. Petersburg), aus gemeinsamer Auswertung der Höhennetze Osteuropas 1957                                        |
| Slowenien                                                                                          | SVS2010 | −29 cm           | Normalhöhe | Koper                                                                 | Ruše |
| Spanien (REDNAP-2008)                                                                              | metros sobre el nivel del mar (msnm) (Meter über dem Meeresspiegel)                                                       | −45 cm           | orthometrische Höhe | Alicante                                                              | Alicante |
| Tschechien (Bpv1957)                                                                               | metrů nad mořem (m n. m.) (Meter über Meer)                                                                               | +12 cm           | Normalhöhe | Kronstadt                                                             | Lomonossow (zu St. Petersburg), aus gemeinsamer Auswertung der Höhennetze Osteuropas 1957                                        |
| Türkei                                                                                             | TUDKA 99 | −41 cm           | orthometrische Höhe | Antalya                                                               | Antalya |
| Ukraine                                                                                            | Baltic 1977 | +12 cm           | Normalhöhe | Kronstadt                                                             | Lomonossow (zu St. Petersburg), aus gemeinsamer Auswertung der Höhennetze Osteuropas 1977                                        |
| Ungarn (EOMA1980)                                                                                  | Tengerszint feletti magasság (Höhe über dem Meeresspiegel)                                                                | +14 cm           | Normalhöhe | Kronstadt                                                             | Nadap |
| Vereinigtes Königreich (ODN) (England, Wales, Schottland ohne Nordirland oder vorgelagerte Inseln) | metres above sea level (m ASL / m a.s.l.) (Meter über dem Meeresspiegel)                                                  | −20 cm           | normal-orthometrische Höhe | Newlyn                                                                | Newlyn |

Höhenangabe „n“ nach DHHN92 ≈ „n + 230 cm“ nach belgischem System
Höhenangabe „n“ nach belgischem System ≈ „n – 230 cm“ nach DHHN92

### Grenzüberschreitende Bauwerke
Eine besondere Bedeutung haben die unterschiedlichen Höhensysteme bei grenzüberschreitenden Bauwerken, wobei es auch zu Fehlern kommen kann. So wurde beispielsweise 2003 bei der Hochrheinbrücke die errechnete Differenz von 27 cm zwar prinzipiell berücksichtigt, jedoch wurde durch einen Vorzeichenfehler der Unterschied auf 54 cm verdoppelt.

## Höhenangaben mit GPS
Mit dem Global Positioning System (GPS) werden ellipsoidische Höhen über dem Referenzellipsoid des World Geodetic Systems (WGS84) bestimmt. Diese Höhenwerte sind in Deutschland 36 m (in Vorpommern) bis 50 m (im Schwarzwald und in den Alpen) höher als Angaben nach Normalhöhennull. Bei Handempfängern werden die GPS-Höhen meist direkt vom Empfänger über ein Geoidmodell in lokale Höhenwerte umgerechnet. Mit professionellen GPS-Geräten ist eine sehr genaue Höhenbestimmung möglich. Zur Umrechnung von Höhen über WGS84 in den aktuellen deutschen Höhenreferenzrahmen DHHN2016 muss dann das dazugehörige Quasigeoidmodell GCG2016 verwendet werden.

## Höhenangaben in Karten

Topographische Karte mit Höhenschichten

Die Geländehöhe wird in topografischen Karten mittels Höhenpunkten (Koten), Höhenlinien oder farbigen Höhenschichten dargestellt. Bei Höhenangaben von Ortschaften wird oft ein repräsentativer Punkt im Zentrum gewählt. Das ist meist der Marktplatz, ein Punkt am Rathaus, dem Bahnhof oder an der Kirche. Bei Gewässern wird die Höhe des mittleren Wasserstandes angegeben. Höhenpunkte finden sich meist an markanten, wiederauffindbaren Punkten wie z. B. Wegekreuzungen oder -knicken, trigonometrischen Punkten oder Gipfelkreuzen. Die höchsten oder tiefsten Punkte des Geländes sind jedoch nicht immer dargestellt, zum Beispiel, wenn ein trigonometrischer Punkt oder ein Gipfelkreuz nicht an der höchsten Stelle stehen. Das Höhensystem, auf das sich die Höhen der Karte beziehen, sollte am Kartenrand angegeben sein.

## Höhenangaben in der Seefahrt
In der Seefahrt und in Seekarten benutzt man das sogenannte Seekartennull (SKN) (auch Kartennull). In Tidengewässern bezieht sich das SKN auf Lowest Astronomical Tide (LAT). In tidenfreien Gewässern bezieht sich das SKN auf Mittleren Wasserstand (MW). 
Höhen im Meer werden, auf SKN bezogen, als Wassertiefe angegeben (negative Höhe, seewärts der Linie des Seekartennulls). Höhen an der Küste, also im Watt vom Seekartennull bis zur Küstenlinie, werden ebenfalls auf das Seekartennull bezogen (positive Höhe). Höhen landwärts der Küstenlinie hingegen beziehen sich meist auf die jeweilige Bezugshöhe, in Deutschland auf "Höhen über Normalhöhen-Null (NHN) im DHHN2016".

## Höhenangaben in der Luftfahrt
In der Luftfahrt findet die Höhe über dem Meeresspiegel unter der englischsprachigen Bezeichnung (Above) Mean Sea Level ((A)MSL) unter anderem zur Angabe von Flughöhen und Hindernishöhen Anwendung. MSL ist dabei über das EGM-96-Geoid definiert, das auch in WGS 84 verwendet wird. In Gebieten, wo EGM-96 nicht die benötigte Genauigkeit erreicht, können abweichend regionale, nationale oder lokale Geoid-Modelle verwendet werden. Diese werden dann im entsprechenden Luftfahrthandbuch bekanntgegeben.